# Вознесенская церковь (Радьковка)
Вознесенская церковь и Церковь Александра Невского — православные храмы и памятники архитектуры местного значения в Радьковке. При храме создан Свято-Вознесенский мужской монастырь.

## История
Решением исполкома Черниговского областного совета народных депутатов от 26.06.1989 № 130 двум храмам присвоен статус памятник архитектуры местного значения с охранными №№ 67-Чг (Церковь Вознесения) и 68-Чг (Церковь Александра Невского).

## Описание
В середине XVIII века Павлом Раковичем в своём дворе была построена деревянная церковь Вознесения Господнего.
В период 1797-1805 годы рядом с деревянной церковью была сооружена новая Вознесенская каменная церковь в стиле классицизма на средства Фёдора Раковича. Отдельно от церкви была построена колокольня.
Каменная, на подвале (склепе), зального типа церковь. Западный и восточный рамены пространственного креста — полуциркульной формы, северный и южный — прямоугольной. Между ними — приделы — маленькие прямоугольные помещения. Центральный четверик венчает большой купол с глухим фонарём. Сохранился декор интерьера.
С северной стороны Воскресенская холодная церковь сообщается с тёплой церковью Александра Невского. Построена в 1849 году на средства сына основателя Александра Раковича. Каменная, прямоугольная в плане, двумя рядами колонн делится на 3 нефа. Укрыта двускатной крышей, восточный фасад завершён треугольным фронтоном, с западной — двухъярусная колокольня. Сдержанный внешний декор подчеркивает торжественные украшенные формы главного храма.
11 мая 1815 года умер Фёдор Ракович, похороненный с левой стороны при входе в церковь, 2 мая 1836 года умерла жена Фёдора Анастасия, похороненная с правой стороны при входе в церковь. Установлены мраморные плиты с надписями. В 1879 году умерли Александр Ракович и его жена Мария, которые были похоронены в склепе церкви Александра Невского. На кладбище церкви похоронены дети Александра Раковича: Георгий, Надежда и Ольга.
К 100-летию со дня освещения храма, священником Петром Базилевским была издана статья «История возникновения церкви в с. Радьковка. (Ко столетию Вознесенской церкви)» в журнале «Полтавские епархиальные ведомости» № 17 от 1 июня 1905 года, где описывается жизнь владельцев церкви семьи Раковичей, строительство и истории церковной жизни.
После октября 1917 года прекратилось богослужение, храм использовался как зернохранилище. Храм был разграблен и частично разобран.
Богослужение возобновлено. Проводятся реставрационные работы. 23 января 2010 года было благословлено создание при храме Свято-Вознесенского мужского монастыря УПЦ (КП).